# Hygrolembidium boschianum
Hygrolembidium boschianum là một loài rêu tản trong họ Lepidoziaceae. Loài này được (Sande Lac.) R.M. Schust. miêu tả khoa học lần đầu tiên năm 1963.